# الدوري التونسي لكرة اليد 2012–13
الدوري التونسي لكرة اليد 2012-2013 هو الدورة 58 من الدوري التونسي لكرة اليد للرجال. شارك فيها 12 فريقا.

فاز بهذا الموسم الترجي الرياضي التونسي، وجاء ثانيا النادي الإفريقي.

## روابط خارجية
- الموقع الرسمي للجامعة التونسية لكرة اليد.